# Naurui kultúra
A naurui kultúra óceániai eredetű, de nagyon erősen hatott rá a nyugati kultúra Nauru gyarmatosítása, majd függetlensége után.

## Szokások
A sziget gyarmatosítása és kultúrájuk nyugatiasodása előtt a naurui emberek poligám népet alkottak, mely törzsi, anyai ágon öröklődő társadalomban élt. Nem tetoválták magukat, mint az más csendes-óceáni szigeteken szokás, viszont többek közt kókuszlevél lágyékkötőt viseltek, kókuszolajjal tisztították testüket, és az európaiak által túl szexuálisnak ítélt táncokat jártak. Az európaiak érkezése után e szokások fokozatosan eltűntek, és elindult a teljes testet fedő ruhák és a keresztény házasság mint szokások felvétele.
Békés népként a nauruiaknak jó hírnevük volt, és megbecsülték az első európaiak, akik kapcsolatot létesítettek velük a sziget 1798-as felfedezésekor, majd 1830-ban, amikor az első európaiak megtelepedtek. A nauruiaknak a kereskedésről is volt fogalmuk, és kereskedtek a nagy értékű koprával, fegyverrel, dohánnyal, alkoholos italokkal a Csendes-óceánon, mielőtt a pénzt bevezették a hajósokkal való cseréik közben a 19. században. Mégis az európaiakkal való találkozás károsnak bizonyult a nauruiaknak, akik elkezdték inkább erőszakkal, mint hogy békésen rendezni konfliktusaikat, mert Európában is ez volt a szokás.
A második világháború végén a nauruiak szigetük politikai és gazdasági életébe is beleszóltak, és 1968. január 31-én kivívták Nauru függetlenségét. Életszínvonaluk ezt követő emelkedése miatt már teljesen nyugatiasan élhettek.
Nauruban él kínai, Gilbert-szigeteki, Marshall-szigeteki és Karolina-szigeteki kisebbség, valamint a RONPHOS (Republic of Nauru Phosphate Corporation) munkásai és azok leszármazottai is itt élnek. Őket egy számukra megépített negyedben helyezték el, amit The Locationnek neveznek, továbbá élnek még Denigomodu és Nibok körzetekben.

## Étkezési szokások
A sziget gyarmatosítása előtt a nauruiak talajváltó-égető gazdálkodással termeltek kókuszt, banánt, csavarpálmát és Calophyllum inophyllumot, és házi sertéseket neveltek. A La Niña miatt egyre erősödő aszályokkal való küzdelem végett a kókuszt kopra formájában felhalmozzák. A kókusztejet fermentálják, hogy keserű alkoholos italt készítsenek. A nauruiak emellett évszázadok óta foglalkoznak halgazdálkodással: a tejhalakat a tengerből kifogják, és a sziget közepén található tóba, a Buada-lagúnába, vagy Anabar egyik lagúnájába áthelyezik.
A naurui kultúra 19. század végi nyugatiasodásával egyes étkezési szokások megváltoztak: az alkohol tilos lett a tisztek számára, és megjelentek új élelmiszerek, mint például a kenyér, a rizs, a cukor, a lazackonzervek, a keksz és a liszt, amikből egyre többet is használtak. A függetlenség óta az életszínvonal emelkedése miatt a nauruiak megengedhetik maguknak az ipari élelmiszereket, a dohányt és a cukros vagy alkoholos italokat.

## Fordítás
- Ez a szócikk részben vagy egészben  a   Culture nauruane című francia Wikipédia-szócikk ezen változatának fordításán alapul.  Az eredeti cikk szerkesztőit annak laptörténete sorolja fel. Ez a jelzés csupán a megfogalmazás eredetét és a szerzői jogokat jelzi, nem szolgál a cikkben szereplő információk forrásmegjelöléseként.